# 158092 Frasercain
158092 Frasercain è un asteroide della fascia principale. Scoperto nel 2000, presenta un'orbita caratterizzata da un semiasse maggiore pari a 2,7858996 UA e da un'eccentricità di 0,1665802, inclinata di 10,03585° rispetto all'eclittica.